# Dallas Cowboys 1987
La stagione 1987 dei Dallas Cowboys è stata la 28ª della franchigia nella National Football League. La stagione fu accorciata di una partita causa di uno sciopero dei giocatori, mentre tre gare furono disputate con atleti di riserva. La squadra terminò con un record di 7-8 al secondo posto nella division. Herschel Walker guidò i Cowboys sia in yard corse che ricevute e fu il leader della NFL in yard guadagnate dalla linea di scrimmage. Danny White ebbe problemi coi palloni persi e fu sostituito da Steve Pelluer come quarterback titolare nel finale di stagione.

## Calendario

### Stagione regolare
Uno sciopero dei giocatori di 24 giorni accorciò la stagione da 16 a 15 partite. Le gare della terza settimana furono cancellate mentre quelle dalla settimana 4 alla settimana 6 furono giocate con giocatori di riserva. L'85% dei giocatori aderì allo sciopero, ponendo dei dubbi sulla regolarità dei risultati della stagione.
| Turno | Data       | Avversario              | Risultato  | Pubblico |
| ----- | ---------- | ----------------------- | ---------- | -------- |
| 1     | 13/9/1987  | at St. Louis Cardinals  | S 24–13    | 47,241   |
| 2     | 20/9/ 1987 | at New York Giants      | V 16–14    | 73,426   |
| –     | 27/9/1987  | Buffalo Bills           | cancellata |          |
| 3     | 4/10/1987  | at New York Jets        | V 38–24    | 12,370   |
| 4     | 11/10/1987 | Philadelphia Eagles     | V 41–22    | 40,622   |
| 5     | 19/10/1987 | Washington Redskins     | S 13–7     | 60,415   |
| 6     | 25/10/1987 | at Philadelphia Eagles  | S 37–20    | 61,630   |
| 7     | 2/11/1987  | New York Giants         | V 33–24    | 55,730   |
| 8     | 8/11/1987  | at Detroit Lions        | S 27–17    | 45,325   |
| 9     | 15/11/1987 | at New England Patriots | V 23–17    | 60,567   |
| 10    | 22/11/1987 | Miami Dolphins          | S 20–14    | 56,519   |
| 11    | 26/11/1987 | Minnesota Vikings       | S 44–38    | 54,229   |
| 12    | 6/12/1987  | Atlanta Falcons         | S 21–10    | 40,103   |
| 13    | 13/12/1987 | at Washington Redskins  | S 24–20    | 54,882   |
| 14    | 21/12/1987 | at Los Angeles Rams     | V 29–21    | 60,700   |
| 15    | 27/12/1987 | St. Louis Cardinals     | V 21–16    | 36,788   |